# Линн, Джеффри
Джеффри Линн (англ. Jeffrey Lynn, 16 февраля 1909 — 24 ноября 1995) — американский актёр и сценарист.

## Биография
Джеффри Линн родился в Массачусетсе в семье сварщика Джона Линда. По окончании Бэйтс-колледжа (Мэн) преподавал драму и английский язык в высших учебных заведениях.
В начале 1938 года он появился в Голливуде и снялся в короткометражке «Out Where the Stars Begin». Значительный успех ожидал его после выхода фильма «Четыре дочки» с сестрами Лейн. Линн играл молодого композитора, который понравился сразу четырём сёстрам. В конце фильма он остаётся с Энн, героиней Присциллы Лейн. Фильм очень понравился зрителям. Было снято две части продолжения этой истории и одна с очень похожим сюжетом, но о другой семье. А Присцилла стала его партнёршей в восьми фильмах. Впервые они появились вместе в комедии «Ковбой из Бруклина». Затем — в третьей части истории сестер Лемп, «Четыре матери».
После «Четырёх дочерей» Линн закрепил свой успех ролью в мелодраматической ленте «Да, моя дорогая доченька». Фильм о холостой паре, которая вместе проводит уикенд, вызвал большой резонанс в обществе. Зрители потянулись на фильм, запрещённый в нескольких штатах. «Да, моя дорогая доченька» стал кассовым хитом.
В 1939 году Линн сыграл одну из второстепенных ролей в классическом фильме-нуар «Ревущие двадцатые, или Судьба солдата в Америке».
Вместе с ним на съёмочной площадке работали такие звезды, как Хэмфри Богарт и Джеймс Кэгни. А в 1940 году он встретился на съёмках с Бетт Дэвис. Вместе они снялись в фильме «Всё это и небеса в придачу».
После фэнтези-комедии Росса Ледермана «Тело исчезает» Линн попал в войска и служил в военно-воздушных силах. Был награждён медалью Бронзовая Звезда.
После войны смог вернуться в кино. Первой послевоенной лентой Джеффри стала музыкальная комедия «Ради любви к Мэри», где он играл одного из поклонников Дины Дурбин. Особенно успешной оказалась его роль в детективной мелодраме «Письмо трёх жен». Фильм получил премию «Оскар» в двух номинациях. Но на этом восходящая карьера Линна прекратилась. Он сыграл ещё в нескольких фильмах, его стали часто звать на телевидение, но значительных ролей он больше не получал. Начиная с 1950-х годов Джеффри начал работать в сфере недвижимости, его интерес к актёрской игре отошел на второй план.

## Личная жизнь
5 октября 1946 года Линн женился на Робин Чендлер. Они провели медовый месяц на Бермудах, а затем поселились в Санта-Монике, штат Калифорния. В браке родилось двое детей — Летиция и Джеффри-младший. В 1958 году супруги развелись. Через четыре года Робин вышла замуж за известного дипломата Анжье Биддл Дюка. Летиция окончила Смит-Колледж и вышла замуж за литовца Доминикуса Валиунаса, президента крупной фирмы. Впоследствии они расстались.
Джеффри же женился на Патрицией Линн, которая имела семерых детей от предыдущего брака. В 1974 году они развелись.
В третий раз он связал свою судьбу с Хелен Линн, с которой и прожил до самой смерти. Джеффри Линн умер 24 ноября 1995 года в Бербанке в возрасте 86 лет. Актёра похоронили на кладбище Форест-Лаун на Голливудских холмах в Южной Калифорнии.

## Избранная фильмография
| Год  |   | Русское название         | Оригинальное название    | Роль                   |
| ---- | - | ------------------------ | ------------------------ | ---------------------- |
| 1938 | ф | Ковбой из Бруклина       | Cowboy from Brooklyn     | репортёр               |
| 1939 | ф | Судьба солдата в Америке | The Roaring Twenties     | Ллойд Харт             |
| 1940 | ф | Всё это и небо в придачу | All This, and Heaven Too | Генри Филд             |
| 1941 | ф | Бегство от судьбы        | Flight from Destiny      | Майкл Фэрроуэй         |
| 1948 | ф | Кнут                     | Whiplash                 | доктор Арнольд Винсент |
| 1949 | ф | Письмо трём жёнам        | A Letter to Three Wives  | Брэд Бишоп             |
| 1949 | ф | Странная сделка          | Strange Bargain          | Сэм Уилсон             |
| 1960 | ф | Баттерфилд, 8            | BUtterfield 8            | Бингем Смит            |
| 1971 | с | На пороге ночи           | The Edge of Night        | Майк Карр              |
| 1987 | с | Она написала убийство    | Murder, She Wrote        | Сэм Уилсон             |
| 1990 | с | Тихая пристань           | Knots Landing            | мистер Ахерн           |
| 1990 | с | Звонящий в полночь       | Midnight Caller          | Амброуз Макги          |